# Kazimierz Piechowski
Kazimierz Piechowski (ur. 3 października 1919 w Rajkowach, zm. 15 grudnia 2017 w Gdańsku) – polski żołnierz, więzień i uciekinier z niemieckiego obozu Auschwitz-Birkenau, żołnierz AK, absolwent Politechniki Gdańskiej, w okresie stalinowskim prześladowany oraz torturowany przez Urząd Bezpieczeństwa Publicznego i skazany sądownie.

## Życiorys
Pochodził z rodu szlacheckiego Piechowskich herbu Leliwa z Piechowic pod Kościerzyną, szeroko rozgałęzionego na całym Pomorzu, w Polsce, Niemczech, USA i innych krajach. Był synem Franciszka i Marty z domu Czaplewskiej. Od najmłodszych lat był związany z Tczewem, gdzie przed wojną był działaczem Związku Harcerstwa Polskiego. Z zawodu był ślusarzem.

### II wojna światowa
Po wybuchu II wojny światowej w listopadzie 1939 wraz z kolegą z drużyny harcerskiej Alfonsem „Alkiem” Kiprowskim (ur. 1921) próbował zbiec na Węgry, aby stamtąd przedostać się do Francji, gdzie tworzone było wojsko polskie. Obaj zostali schwytani przez patrol niemiecki w pobliżu granicy, aresztowani i torturowani. Byli osadzeni w areszcie w Baligrodzie, następnie w więzieniu w Sanoku (od 18 listopada 1939 do 12 marca 1940), w więzieniu przy Montelupich w Krakowie oraz w Nowym Wiśniczu. Stamtąd 20 czerwca zostali przeniesieni do niemieckiego nazistowskiego obozu koncentracyjnego Auschwitz-Birkenau wraz z drugim transportem więźniów od czasu jego utworzenia. Piechowski otrzymał numer obozowy 918. Uczestniczył w apelu, podczas którego o. Maksymilian Kolbe ofiarował swoje życie za życie Franciszka Gajowniczka.

### Ucieczka z Auschwitz-Birkenau

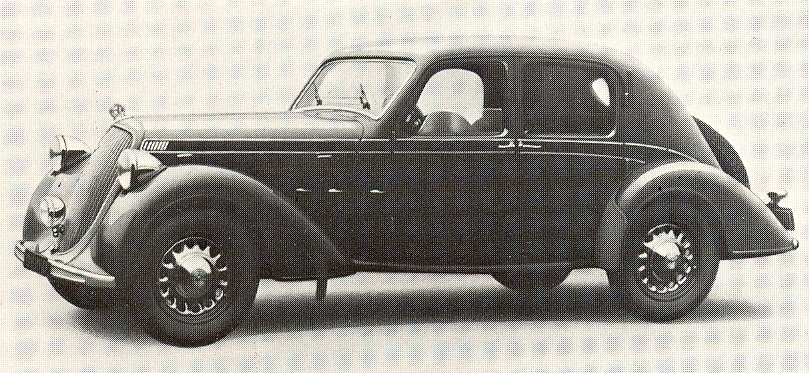
Steyr 220

Obawiając się śmierci, po dwóch latach zdecydował się na ucieczkę z obozu. Ucieczka rozpoczęła się 20 czerwca 1942. Kazimierz Piechowski wraz z trzema innymi więźniami: por. AK Stanisławem Jasterem, mechanikiem Eugeniuszem Benderą i księdzem Józefem Lempartem z Wadowic włamali się do magazynu mundurów i broni, wykradli samochód esesmański Steyr 220 i uzbrojeni wyjechali nim przez punkt kontrolny tzw. dużego łańcucha straży wokół terenu obozowego. Piechowski, przebrany w mundur oficera nie posiadał żadnych dokumentów, a ucieczkę umożliwiła mu biegła znajomość języka niemieckiego, wyniesiona z domu rodzinnego. Była to jedna z najbardziej brawurowych i spektakularnych ucieczek z KL Auschwitz w dziejach tego obozu. Została przedstawiona w fabularyzowanym dokumencie, nakręconym przez BBC, w którym wystąpił także sam Piechowski.
Po ucieczce wstąpił do Armii Krajowej, w której szeregach walczył do końca wojny.

### Po wojnie
Po powrocie w 1945 na Pomorze podjął pracę. Po donosie dotyczącym akowskiej przeszłości został skazany na 10 lat więzienia, z czego odsiedział siedem. Ukończył studia na Politechnice Gdańskiej, uzyskując tytuł inżyniera. Pracował w Stoczni Gdańskiej.
Swoje przeżycia i spostrzeżenia opisał w książkach Byłem numerem… historie z Auschwitz (2004, ISBN 83-7257-140-6) oraz My i Niemcy (2008, ISBN 978-837257-308-7), wydanych nakładem Wydawnictwa Sióstr Loretanek w Warszawie. Z inspiracji dr. Adama Cyry, starszego kustosza z Państwowego Muzeum Auschwitz-Birkenau w Oświęcimiu, reżyser Marek Tomasz Pawłowski zrealizował o Piechowskim film dokumentalny, zatytułowany „Uciekinier”.
Wypowiedzi Kazimierza Piechowskiego z 2012 zostały wykorzystane w filmie dokumentalnym pt. Jaster. Tajemnica Hela z 2014, opowiadającym o Stanisławie Jasterze. W styczniu 2015 r. w audycji Polskiego Radia „Godzina Prawdy” jeszcze raz opowiedział swoją historię Michałowi Olszańskiemu.
Postanowieniem prezydenta RP Bronisława Komorowskiego z 16 lipca 2015 został odznaczony Krzyżem Kawalerskim Orderu Odrodzenia Polski za wybitne zasługi dla niepodległości Rzeczypospolitej Polskiej. 22 maja 2015 odebrał nagrodę Kustosza Pamięci Narodowej, przyznaną przez Instytut Pamięci Narodowej.
Na stałe mieszkał w Gdańsku, gdzie zmarł 15 grudnia 2017 w wieku 98 lat. 22 grudnia po mszy świętej w kościele św. Józefa został pochowany na cmentarzu w Tczewie.

## Upamiętnienie
- W styczniu 2006 na wniosek Senatora RP Macieja Płażyńskiego Rada Miasta Tczewa nadała Kazimierzowi Piechowskiemu tytuł Honorowego Obywatela.
- Piechowskiemu poświęcono polski film dokumentalny reżyserii Marka Pawłowskiego, zatytułowany Uciekinier (2006)[14].
- Katy Carr, brytyjska piosenkarka z polskimi korzeniami, poświęciła ucieczce Kazimierza Piechowskiego z Auschwitz swoją piosenkę „Kazik Kommander’s Car” z albumu Coquette[15][16].
- Audytorium w budynku Collegium sub Horologio w Państwowej Wyższej Szkole Zawodowej w Oświęcimiu otrzymało imię Kazimierza Piechowskiego[17].